# 三尖魢
三尖魢（學名：Girella tricuspidata）又稱三尖瓜子鱲，為輻鰭魚綱日鱸目魢科魢屬的其中一個種，傳統上歸類於鱸形目鿳科魢亚科。
本魚分布於西太平洋的澳洲東南部及紐西蘭海域，棲息深度可達20公尺，體長可達71公分，棲息在沿岸岩礁區或河口、紅樹林，成小群活動，以藻類為食，可做為食用魚及遊釣魚。

## 擴展閱讀
維基物種上的相關：三尖魢